# ハンブルク＝ダムトーア駅
ハンブルク＝ダムトーア駅(ドイツ語: Bahnhof Hamburg Dammtor)はドイツ・ハンブルクにある鉄道駅である。駅前の路線バスのターミナル名も同名となっている。
ダムトーア駅はハンブルクに4つある長距離列車の駅の中の1つであるが、駅の重要性にもかかわらず駅の種別は停車場 (Haltepunkt) に分類されている。これはダムトーア駅を起終点とする列車や、同駅で方向を変える列車がないためである。

## 歴史
駅名になっているダムトーアは、19世紀まで近隣に存在した古い城門に因んでいる。現在の駅は1903年7月7日に開業した。それ以前に存在した駅は現在地から数百メートル離れた場所にあり、1866年に開業している。1999年から2002年にかけて大規模な改修工事が行われた。

## 位置・駅構造
ダムトーア駅はハンブルクの中心であるアイムスビュッテル区(Eimsbüttel)ローゼルバウム地区(Rotherbaum)にあり、ハンブルク大学やハンブルクコングレスセンターに近い。そのため、駅名標板には“Messe- und Kongressbahnhof”が付け加えられている。駅の構造は高架駅で2面4線のプラットフォームを備えており、トレインシェッドで覆われている。1面はSバーン、もう1面はICE等の長距離列車や地域列車が使用している。